# Бортовая кухня
Бортовая кухня — помещение или отсек на воздушном судне, предназначенный для приготовления пищи для пассажиров и экипажа. 
Бортовая кухня применяется на пассажирских самолётах, выполняющих рейсы более трёх часов без посадки. Элементы кухонного оборудования также применяются на некоторых военных самолётах и вертолётах, выполняющих длительные полёты.

## Как организовано бортовое питание
В эпоху поршневой авиации длительные полёты выполнялись с большим количеством промежуточных посадок. Это было вызвано скромными техническими возможностями пассажирских самолётов того периода, в первую очередь достаточно невысокой путевой скоростью полёта. Так, например, перелёт из Москвы на Дальний восток выполнялся в течение двух световых дней с одной ночёвкой в транзитном аэропорту. Соответственно, полноценное питание пассажиров и экипажа при перелётах было организовано в столовых аэропортов по маршруту следования.
Для лёгких приёмов пищи на борту самолёта могли монтироваться примитивные бортовые буфеты, в которые загружался запас продуктов долгого хранения на всё время перелёта. Обслуживанием пассажиров занимался специально обученный член экипажа, должность которого так и называлась — буфетчик или официант.
Впервые горячее питание появилось на борту самолётов американской авиакомпании «United Airlines» в 1936 году, в виде жаренной курицы, которую предварительно готовили перед полётом, а на борту самолёта был установлен электрический подогреватель — духовой шкаф, в котором еда подогревалась перед подачей пассажирам.
Подобная практика существует до сих пор: всё бортовое питание, применяемое в авиации, готовится и фасуется на земле, для чего все достаточно крупные или не очень аэропорты имеют цех бортового питания, а при наличии большого пассажиропотока бортовым питанием занимаются специальные компании. Например, в московском аэропорту Шереметьево питанием пассажиров занимается компания «Аэромар», которая ежедневно выдаёт свыше 100 тысяч порций бортового питания. Или немецкая компания «LSG Sky Chefs» — крупнейший поставщик бортового питания, которая обслуживает 214 аэропортов по всему миру и около 300 авиакомпаний.

### Особенности бортового питания
Ввиду особенностей ощущений человека в полёте, основными из которых являются пониженное атмосферное давление (в большинстве самолётов давление воздуха на эшелоне поддерживается на уровне, соответствующем высоте полёта 2000-2500 метров) и сухости воздуха, вкус продуктов питания притупляется и привычные продукты на высоте становятся пресными. Считается, что тушеные овощи, рыба и блюда из риса сохраняют вкус, остальные продукты готовят более острыми и солёными.
Приблизительно до конца 1970-х годов практически все авиакомпании мира стремились максимально разнообразить бортовое питание для пассажиров. Так, в меню «Аэрофлота» были: курица, индейка, отварное мясо, гарнир, свежие овощи, хлеб, сыр, колбаса, красная и черная икра, масло, апельсины, яблоки, печенье, лимонад, чай, кофе. Затем постепенно сложилось чёткое и научно обоснованное деление на еду для пассажиров эконом-класса, еду для пассажиров бизнес-класса, детское питание и специальные наборы. Все порции стандартизированы, строго рассчитаны и упакованы в специальную тару. Перед каждым рейсом делается расчет требуемого количества порций, лишней еды на борту нет.

## Оборудование бортовой кухни
На небольших воздушных судах кухонного отсека нет, может наличествовать некоторая часть кухонного оборудования в выгородке или проходе, на более крупных организуется полноценный кухонный блок с местом для хранения продуктов и местом для приготовления порций к употреблению. На некоторых больших самолётах помещение для хранения продуктов может быть организовано в подпольном пространстве пассажирского салона, в этом случае могут использоваться грузовые подъёмники для перемещения продуктов.
Первым самолётом в СССР с горячим питанием на борту стал Ту-104, использовались кипятильники для воды и духовые шкафы. В дальнейшем все магистральные пассажирские самолёты оснащались стандартизированным кухонным оборудованием, таким как:
- электродуховые шкафы
- электрокипятильники
- электроплитки
- холодильники
- подогреватели детского питания

Например, широко применяемый кипятильник для воды КУ-27 (для питания от сети 27 вольт постоянного тока) или КУ-200/115 (для питания от сети 115/200 вольт переменного тока) предназначен для кипячения воды в условиях полёта (вода закипает при температуре около 90°С) и поддержания её в горячем состоянии. Представляет собой прямоугольную ёмкость с двойными стенками из нержавеющей стали и трубчатыми нагревательными элементами. Ёмкость кипятильника — 9 литров, полезный объём при кипячении воды — 7,5 литров. Кипятильник может использоваться для хранения соков, при необходимости предусмотрено охлаждение жидкости с помощью сухого льда. Конструкция легкосъёмная, разъём питания расположен на задней стенке. Кипятильники КУ-27 и КУ-200 конструктивно одинаковы, но для исключения перепутывания напряжения питания на КУ-27 наноситься синяя диагональная полоса (низкое напряжение), а на КУ-200 — красная диагональная полоса (высокое напряжение)
Так, на самолёте Ил-62М в состав оборудования кухни входили: шесть или восемь электродуховых шкафов ШЭД-200М (ШЭД-200/115), 10 или 13 электрокипятильников КУ-200 сер. 2, электроплитка ПЭС-200/115, самолётный холодильник СХШ-170А, прибор для приготовления детского питания ППД-200/115.

### В военной авиации
В военной авиации никто не готовит экипажам еду, как пассажирам авиакомпаний. Бортовое питание экипажам разрешается только при продолжительности непрерывного полёта более 4 часов — то есть в истребительной и штурмовой авиации бортового питания и бортпайков не предусматривается.
В тяжёлой авиации, в лётной столовой, принадлежащей части тылового обеспечения гарнизона, из строго определённых продуктов и готовых блюд фасуются 4 официально разрешённых варианта бортового питания. При этом исключаются любые быстропортящиеся компоненты блюд и продукты, а также способные вызвать повышенное газообразование или расстройство кишечника, например, дрожжевая выпечка или все виды бобовых — горох, фасоль и т.п. В условиях полёта, при низком атмосферном давлении, расстройство кишечника переносится очень тяжело и болезненно, и может привести к полной потере человеком работоспособности, что недопустимо.
Каждая порция бортпайка фасуются индивидуально для каждого конкретного (пофамильно) члена экипажа, и рассчитана на один приём пищи. Затем всё это расфасованное питание подвозится на автомашине к самолёту представителем лётной столовой. Также экипажу доставляют в термосах чай или кофе. На самолёте обычно имеется конструктивно оборудованное место для хранения бортовых пайков, а также может быть установлен самолётный электрический шкаф (духовка) — это так называемый подогреватель бортового пайка.
На самолётах и вертолётах с большой продолжительностью полёта либо на транспортных ВС, предназначенных для длительной работы в отрыве от базового аэродрома изготовителем могут устанавливаться (но не всегда) стандартные, как на пассажирских самолётах, духовые шкафы, электрокипятильники, электроплитки и др. бытовое оборудование. Так, например, кухонное оборудование штатно применяется на самолётах Ил-76М, Ту-95МС/Ту-142М, Ту-160, вертолёте Ми-26 и некоторых других.
Если по какой-либо причине невозможно обеспечить экипаж бортовым питанием из столовой, тогда для питания в полёте применяются специальные наборы продуктов длительного хранения — это так называемый Бортовой рацион питания экипажей самолётов и вертолётов БРПЭСВ по норме снабжения № 17.